# Katzenbach-Dünnbachtal
Katzenbach-Dünnbachtal ist ein mit Verordnung des Regierungspräsidiums Tübingen vom 19. Dezember 1996 ausgewiesenes Naturschutzgebiet mit der Nummer 4.276.

## Lage
Das Naturschutzgebiet befindet sich in den Naturräumen Schönbuch und Glemswald und Obere Gäue. Es liegt zwischen Ofterdingen und dem Rottenburger Stadtteil Dettingen und ist Teil des FFH-Gebiets Nr. 7519-342 Rammert sowie des Vogelschutzgebiets Nr. 7519-401 Mittlerer Rammert. Der Katzenbach durchschneidet mit wenig Gefälle den Rammert in Ostwestrichtung und der Dünnbach mündet von Norden her in den Katzenbach ein.

## Schutzzweck
Wesentlicher Schutzzweck ist die Erhaltung der kulturell geprägten Tallandschaft mit ihren naturnahen Feuchtflächen, Gehölzen und dem naturnah bewirtschafteten Wald und die Erhaltung der Vielgestaltigkeit des Lebensraumes seltener Pflanzen und Tierarten. Insbesondere 
- die Erhaltung, Pflege und Entwicklung des Komplexes aus Frisch‑, Feucht‑, Naßwiesen im Tal und der Salbei‑Glatthaferwiesen am Dettinger Talausgang, die auf Grund ihrer Größe als Lebensraum für gefährdete Tier‑ und Pflanzenarten von besonderer Bedeutung sind,
- der Charakter des altholzreichen Eichen‑Hainbuchen‑ und Eichen‑Linden‑Elsbeeren‑Waldes, der unabdingbar mit dem Wert des Tales verbunden ist. Gerade die historisch und ökologisch bedeutende Baumartenzusammensetzung und Altersstruktur und die hierin und hiervon lebende Fauna soll geschützt werden,
- das freie Mäandrieren des unverbauten Talbaches als Voraussetzung für eine ökologisch hochwertige Talaue.

## Flora und Fauna
Bemerkenswert ist das ausgedehnte Vorkommen der gefährdeten Trollblume. Der nahezu ungestört mäandrierende Katzenbach bietet Lebensraum für die gefährdeten Arten Neunauge und Steinkrebs. Die Feucht- und Nasswiesen beherbergen gefährdete Schmetterlingsarten, wovon Dunkler Wiesenknopf-Ameisenbläuling und Storchschnabel-Bläuling hervorzuheben sind.